# Strongman
Lo strongman (dall'inglese "uomo forte") è uno sport che mette alla prova la forza fisica degli atleti sottoponendoli a varie prove. Le gare ideate per valutare la forza dei partecipanti hanno una lunga tradizione, che risale a molti secoli prima che le competizioni strongman acquisissero notorietà televisiva negli anni 1970. Questa tradizione può essere rintracciata in vari eventi tradizionali, fra i più famosi dei quali vi sono gli scozzesi Highland Games. Le competizioni strongman sono organizzate in vari eventi nazionali ed internazionali. Uno dei più noti è il World's Strongest Man.

## Storia

### L'uomo forzuto

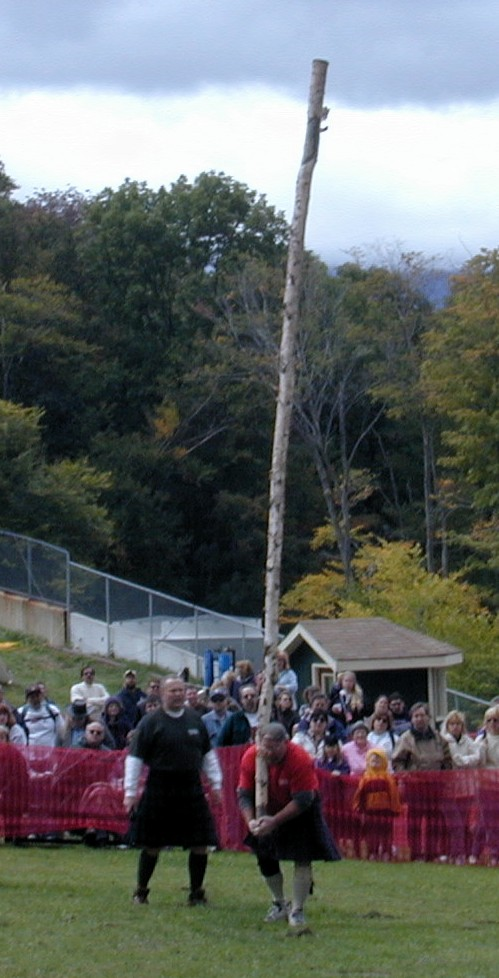
Un tronco sollevato da Steven Labrecque agli Highland Games del 2000 nel New Hampshire

Nelle isole britanniche, la formalizzazione degli eventi di dimostrazione di forza avvenne attorno al 1820, periodo in cui Sir Walter Scott promosse la rinascita della cultura delle Highlands. Nel 1819 vennero ripristinati gli Highland Games nella loro forma moderna. Nel 1848 l'evento era talmente popolare che la Regina Vittoria partecipò ai Braemar Highland Games. Gli atleti del mondo del circo e del sollevamento pesi partecipavano a questi eventi per dimostrare la loro forza. Tra il XIX e il XX secolo, iniziarono ad emergere vari nomi fra gli atleti di forza, fra cui Thomas Inch, ricordato per la sua solida presa (riuscì a sollevare un manubrio da 78 kg la cui impugnatura aveva un diametro di 6 cm), da cui prese il nome la sfida nota come "Inch dumbbell" ("manubrio di Inch"). Ulteriori atleti di rilievo furono, fra gli altri, Louis Cyr, Joseph Greenstein e Louis Uni (Apollon).

### Gli sport codificati
Nel XX secolo sport come powerlifting e sollevamento pesi iniziarono ad essere riconosciuti come tali, ma parallelamente continuavano ad essere popolari dimostrazioni di forza in stile circense ed altri esercizi non ufficiali. Nel 1957, ad esempio, il sollevatore Paul Anderson conquistò il Guinness dei primati sollevando 2.840 libbre tramite backlifting. David Prowse iniziò la sua carriera come sollevatore e culturista, e nel 1964 divenne noto per essere stato il primo (dopo Donald Dinnie) a sollevare le cosiddette "Dinnie stones" da 356 kg. Fu successivamente famoso per aver interpretato il personaggio di Dart Fener nella trilogia originale di Guerre stellari.

### L'ascesa dello strongman
Verso la fine del XX secolo le competizioni strongman emersero notevolmente.
L'evento più noto al grande pubblico è anche uno dei più vecchi: il World's Strongest Man, descritto da varie autorità sportive come il principale evento di strongman.
L'idea di "The World's Strongest Men", com'era originariamente denominato, fu sviluppata nel 1977 per la CBS dallo scozzese David P. Webster, che in seguito divenne membro dell'Ordine dell'Impero Britannico per i suoi servizi allo sport. Douglas Edmunds, quattro volte campione scozzese di getto del peso, tre volte di lancio del disco e due volte campione mondiale di caber-tossing ("lancio del tronco") lavorò con Webster, e gli succedette quando quest'ultimo lasciò il suo incarico. I due avevano il compito di invitare i partecipanti e scegliere il tipo di competizione. Venivano selezionati atleti dai vari angoli del mondo dello sport, quali gli specialisti del getto del peso, powerlifter, culturisti, wrestler, ecc.
Lo show ebbe un gran successo, ad esso venivano associati nomi di atleti come Geoff Capes, Bill Kazmaier e Jón Páll Sigmarsson. Venne anche replicato a livello nazionale, con eventi come Britain's Strongest Man, mandato per la prima volta in televisione nel 1979 dalla BBC, ed altri analoghi in Australia, Austria, Belgio, Danimarca Germania, Islanda, Iran, Lituania, Irlanda, Sudafrica.
Verso la metà degli anni 1980 acquisirono importanza internazionale altri eventi quali World Muscle Power Championships o World Strongman Challenge. Negli anni 2000 venne organizzato un campionato annuale chiamato Strongman Super Series, consistente in un tour di varie tappe nazionali. Alla fine del tour, il primo in classifica veniva proclamato "Super Series Champion".

### L'IFSA
Nel 1995 Edmunds e Webster, assieme ad altri nomi rappresentativi dello strongman fra cui Jamie Reeves, Ilkka Kinnunen e Marcel Mostert, formarono l'International Federation of Strength Athletes (IFSA). L'IFSA iniziò ad organizzare dei propri eventi, come il campionato europeo IFSA, e lavorò con BBC e TWI per l'organizzazione delle competizioni World's Strongest Man. Per quasi un decennio IFSA e WSM furono indistricabilmente collegati, ma nel 2004 il loro rapporto subì una rottura, la quale portò alla creazione dell'IFSA Strongman, con il divieto di partecipare agli eventi WSM per tutti gli iscritti alla IFSA. La federazione si sciolse nel 2007.

### Donna forzuta
Sebbene la donna forzuta fosse l'equivalente femminile dell'uomo forzuto nel XIX secolo, a differenza di quest'ultimo, solo nel XXI secolo si apri, per le donne, la possibilità di gareggiare nello sport (a livello professionista) nelle prove di forza.

## Discipline comuni
Non ci sono regole ben definite riguardo quali debbano essere le discipline presenti in una gara. Generalmente, le gare di strongman al massimo livello consistono di sei eventi, tutti riguardanti discipline differenti, per non avvantaggiare nessun atleta in particolare. Fra gli eventi più comuni troviamo:

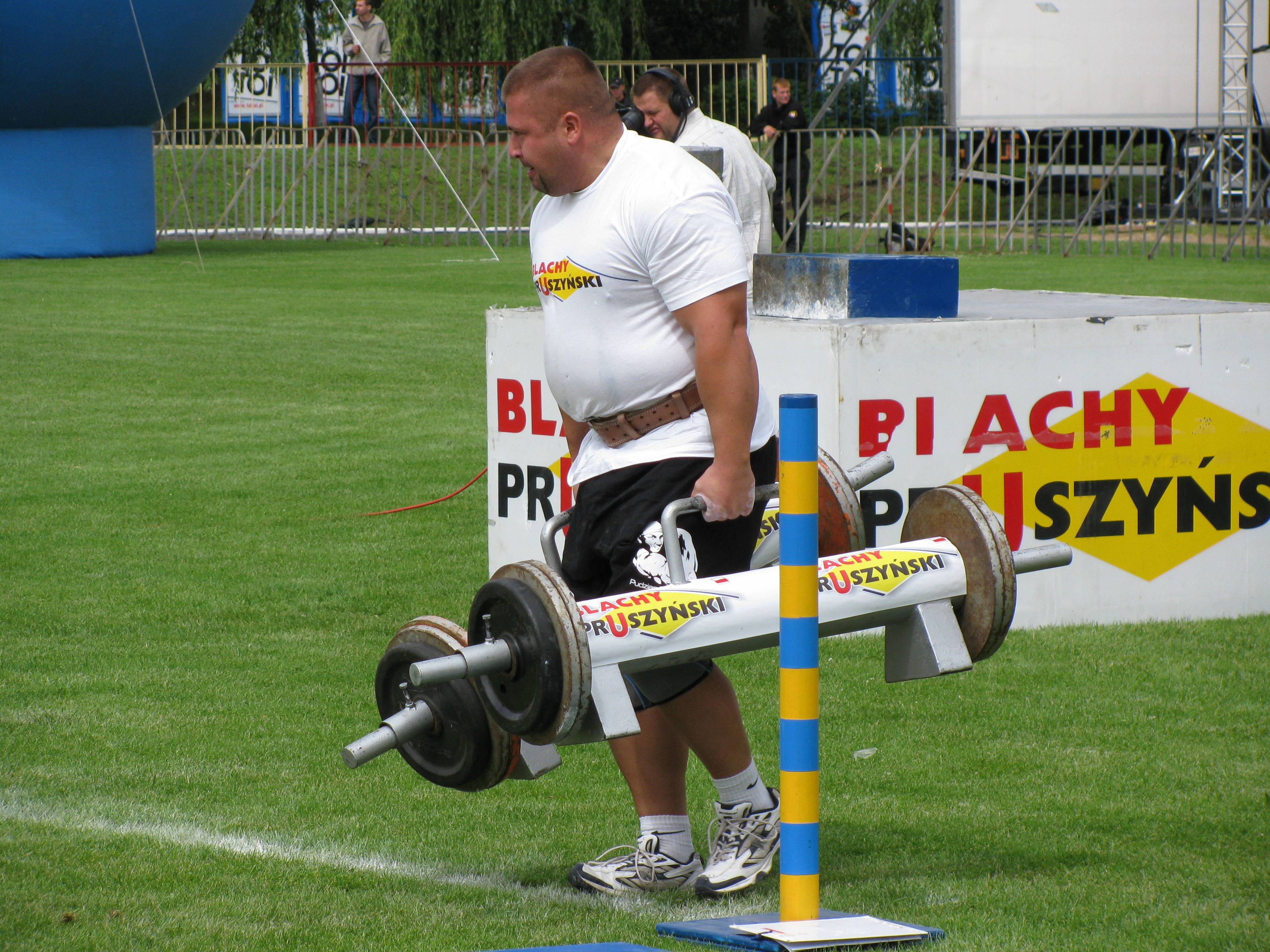
Farmer's Walk

- Farmer's Walk ("camminata del fattore") - I partecipanti seguono un percorso trasportando un peso per ciascuna mano. Una variazione è la Giant Farmer's Walk ("camminata del fattore gigante"), con un peso molto maggiore trasportato per una distanza più breve.
- Hercules Hold ("la presa di Ercole") o Pillars of Hercules ("i pilastri di Ercole") - I partecipanti stanno in piedi davanti due pilastri, ciascuno impernato in modo da cadere verso l'esterno. Il partecipante deve semplicemente trattenerlo per il maggior tempo possibile.
- Vehicle Pull ("veicolo trainato") - I partecipanti trainano un veicolo da un punto di partenza per una distanza definita. Nelle competizioni minori di solito viene usato un autocarro. In quelle maggiori, come il World's Strongest Man, possono essere utilizzati anche treni o aeroplani.
- Atlas Stones ("le pietre di Atlante") - Il partecipante deve sollevare cinque pietre sferiche di peso differente.
- Stone Carry ("trasporto della pietra") - Il partecipante deve trasportare una grande pietra di forma irregolare per in tratto definito.
- Refrigerator Carry ("trasporto del frigorifero") - I partecipanti seguono un percorso trasportando sulle proprie spalle due frigoriferi uniti tramite una barra d'acciaio.
- Carry and Drag ("trasporto e trascinamento") - I partecipanti corrono trasportando un peso (generalmente un'àncora) per metà della gara, dopodiché agganciano l'oggetto ad una catena di peso simile e lo trascinano per la parte restante della corsa.